# Ізільд Ле Беско
Ізі́льд Ле Беско́ (фр. Isild Le Besco; нар. 22 листопада 1982, Париж, Франція) — французька акторка і режисерка, одна з найпомітніших фігур сучасного французького незалежного кіно. Прославилася, передусім, акторськими роботами у фільмах Бенуа Жако.

## Біографія
Ізільд Ле Беско народилася 22 листопада 1982 року в Парижі, донькою французької акторки алжирського походження Катрін Бельходжа. Акторка має також бретонські і в'єтнамські корені.
Усі четверо її братів і сестер — актор(к)и. Старша сестра Майвенн (нар. 1976) — режисерка фільмів «Бал акторок» і «Паліція»..
Ізільд Ле Беско співмешкає з Ніколя Ідироглу́ (фр. Nicolas Hidiroglou). У 2009 році народила сина Улісса.

## Кар'єра
У 8 років Ізільд зіграла Герміону у фільмі Франсиса Жиро «Ласнер» (фр. Lacenaire[). Пізніше цю персонажку у старшому втілить сестра Ізільд Майвенн Ле Беско. Згодом Ізільд знялася у кількох кінороботах режисерки Еммануель Берко: дві короткометражки «Канікули» (1997) і «Мікросхема» (1999) зібрали низку нагород на різних кінофестивалях. У 2005 році Ле Беско зіграла в повнометражному фільмі Берко «Задній план».
Першою помітною роботою Ле Беско стала роль Ґвен у драмі «Дівчата не вміють плавати» (2000). За неї вона отримала премію Французького синдикату кінокритиків «Золота зірка». Незабаром Ле Беско познайомилася з режисером Бенуа Жако, що визначило подальший розвиток її кар'єри. У 2000 Ле Беско номінована на французьку національну кінопремію «Сезар» за роботу в костюмованій драмі Жако «Маркіз де Сад» з Данієль Отей. Потім з'явилася у його стрічці «Альфред» з Ізабель Аджані.
У 2001 році Ізільд Ле Беско знову номінантка «Сезара» за роль у кримінальному трилері Седріка Кана «Роберто Сукко». Яскравий темперамент Ле Беско, що уперше розкрився в цьому фільмі, проявився і в стилізованій кримінальній драмі Бенуа Жако «До скорого!» (2004).
Для зйомок наступного фільму Жако «Недоторканий» Ле Беско вирушила до Індії. За цю головну роль на кінофестивалі у Венеції вона отримала премію Марчелло Мастроянні.
Ізільд Ле Беско охоче знімалася у молодих режисерів-початківців, таких як Антуан Сантана («Момент щастя») і Крістоф Алі («Дикий кемпінг»), та зрідка з'являлася в популярних комедіях («Ціна життя»). 
У 2003 році Ле Беско дебютувала як режисерка, знявши пронизливу стрічку про покинутих дітей «Дитячий тариф» за сценарієм, написаним у 15 років. У стрічці взяли участь рідні та зведені брати і сестри режисерки.
У 2006 році Ізільд Ле Беско випустила ще один фільм — підліткову драму «Чарлі», головну роль в якій виконав її молодший брат Коліа Літшер. У 2007-му представила байопік «Дитинства» з 6 частин, присвячений дитячим травмам відомих кінорежисерів: Жака Таті, Альфреда Гічкока, Інгмара Бергмана, Фріца Ланга, Орсона Веллса і Жана Ренуара.
Суміщуючи успішну режисерську кар'єру та акторську діяльність, Ле Беско продовжує зніматися. У 2009 році вона виконала головну роль в дебютному фільмі Софі Лалой «Я тебе з'їм», присвяченому лесбійському коханню, та знялася в драмі Дагура Карі «Добре серце», а потім знову зустрілася з Бенуа Жако на знімальному майданчику провокаційної любовної драми «У лісовій хащі». У 2015 році Ле Беско знялася з Венсаном Касселем, Еммануель Берко та Луї Гаррелем у мелодрамі своєї сестри Майвенн «Мій король», яка брала участь у 68-му Каннському міжнародному кінофестивалі.

## Фільмографія
| Рік  |    | Українська назва          | Оригінальна назва              | Роль                                        |
| ---- | -- | ------------------------- | ------------------------------ | ------------------------------------------- |
| 1984 | с  | Сінематон                 | Cinématon                      | учасниця                                    |
| 1997 | кф | Канікули                  | Les vacances                   | Мелоді                                      |
| 1999 | тф | Вибір Елоді               | Le choix d'Élodie              | Елоді                                       |
| 1999 | кф | Мікросхема                | La puce                        | Мраон                                       |
| 1999 | ф  | Сад                       | Sade                           | Емілі де Ланкрі                             |
| 2000 | ф  | Дівчата не вміють плавати | Les filles ne savent pas nager | Ґвен                                        |
| 2000 | кф | Черепки                   | Mille morceaux                 | Сандрін                                     |
| 2001 | ф  | Прощавай Вавилон          | Adieu Babylone                 | Анук                                        |
| 2001 | ф  | Роберто Сукко             | Roberto Succo                  | Леа                                         |
| 2001 | кф | Ангели                    | Des anges                      | красива дівчинв                             |
| 2002 | ф  | Момент щастя              | Un moment de bonheur           | Бетті                                       |
| 2002 | ф  | Розкаяння                 | La repentie                    | молода повія                                |
| 2002 | ф  | Адольф                    | Adolphe                        | швачка                                      |
| 2003 | тф | Будинок на каналі         | La maison du canal             | Едмі                                        |
| 2003 | ф  | Ціна життя                | Le coût de la vie              | Лоренс                                      |
| 2003 | с  | Малі міські міфи          | Petits mythes urbains          | Анна                                        |
| 2003 | кф | У чорному лісі            | Dans la forêt noire            |                                             |
| 2003 | кф | Хтось любить вас...       | Quelqu'un vous aime...         | Лілу                                        |
| 2004 | тф | Принцеса Марія Бонапарт   | Princesse Marie                | Ежені де Грес                               |
| 2004 | ф  | До скорого!               | À tout de suite                | Лілі                                        |
| 2005 | ф  | Викрадачка                | La ravisseuse                  | Анжель-Марі                                 |
| 2005 | ф  | Задній план               | Backstage                      | Люсі                                        |
| 2005 | ф  | Божевільний кемпінг       | Camping sauvage                | Камілль                                     |
| 2006 | ф  | У                         | U                              | Мона, озвучення                             |
| 2006 | ф  | Недоторканий              | L'intouchable                  |                                             |
| 2007 | ф  | Без сантиментів           | Pas douce                      | Фред                                        |
| 2007 | ф  | Дитинства                 | Enfances                       | тітка Орсона Веллса (епізод «Очима дитини») |
| 2009 | ф  | Я тебе з'їм               | Je te mangerais                | Емма                                        |
| 2009 | ф  | Добре серце               | The Good Heart                 | Епріл                                       |
| 2010 | ф  | Двоє з хвилі              | Deux de la Vague               |                                             |
| 2010 | ф  | У лісовій хащі            | Au fond des bois               | Жозефіна                                    |
| 2013 | ф  | Мангеттенський романс     | Manhattan Romance              |                                             |
| 2014 | ф  | Нова подружка             | Une nouvelle amie              | Лаура                                       |
| 2014 | ф  | Портрет художника         | Le dos rouge                   | Рені                                        |
| 2015 | ф  | Грабіжники                | Les brigands                   | Амалія                                      |
| 2015 | ф  | Мій король                | Mon roi                        | Бабет                                       |

Режисерка, сценаристка, продюсер
| Рік  |          | Назва українською     | Оригінальна назва | Режисер | Сценарист | Продюсер |
| ---- | -------- | --------------------- | ----------------- | ------- | --------- | -------- |
| 2003 |          | Дитячий тариф         | Demi-tarif        | Так     | Так       |          |
| 2005 |          | Маре                  | Le marais         | Так     |           |          |
| 2007 |          | Чарлі                 | Charly            | Так     | Так       | Так      |
| 2007 |          | Дитинства             | Enfances          | Так     |           |          |
| 2010 |          | Покидьки              | Bas-fonds         | Так     | Так       |          |
| 2011 | т/ф, к/м | Бетті Девіс           | Bette Davis       | Так     |           |          |
| 2013 |          | Мангеттенський романс | Manhattan Romance |         |           | Так      |
| 2014 |          | Мости Сараєва         | Ponts de Sarajevo | Так     |           |          |
| 2014 | к/м      | Красиві руки          | La Belle Occasion | Так     | Так       |          |

## Визнання
| Нагороди та номінації Ізільд Ле Беско           | Нагороди та номінації Ізільд Ле Беско | Нагороди та номінації Ізільд Ле Беско | Нагороди та номінації Ізільд Ле Беско |
| Рік                                             | Категорія                             | Фільм                                 | Результат                             |
| ----------------------------------------------- | ------------------------------------- | ------------------------------------- | ------------------------------------- |
| Міжнародний кінофестиваль жіночого кіно в Бордо |                                       |                                       |                                       |
| 2000                                            | «Золота хвиля» найкращій акторці      | Дівчата не вміють плавати             | Перемога                              |
| Премія «Сезар»                                  |                                       |                                       |                                       |
| 2001                                            | Найперспективніша акторка             | Сад                                   | Номінація                             |
| 2002                                            | Найперспективніша акторка             | Роберто Зукко                         | Номінація                             |
| Премія «Люм'єр»                                 |                                       |                                       |                                       |
| 2001                                            | Багатонадійна акторка                 | Сад                                   | Перемога                              |
| Золота зірка кіно                               |                                       |                                       |                                       |
| 2001                                            | Найкраща акторка-новачок              | Дівчата не вміють плавати             | Перемога                              |
| Кінофестиваль в Салоніках                       |                                       |                                       |                                       |
| 2005                                            | Найкраща акторка                      | Задній план                           | Перемога                              |
| Венеційський міжнародний кінофестиваль          |                                       |                                       |                                       |
| 2006                                            | Премія Марчелло Мастроянні            | Недоторканий                          | Перемога                              |
| Міжнародний кінофестиваль у Локарно             |                                       |                                       |                                       |
| 2010                                            | Золотий леопард                       | Покидьки                              | Номінація                             |